# Tartle
 (juillet 2018).
Note. Cliquez sur le lien correspondant pour transférer rapidement le mot : nom commun, adjectif, verbe ou autre.
Depuis l’activation de la fonction Special:Import, il est vivement recommandé  de contacter un administrateur du Wiktionnaire pour procéder à l’importation de la page ainsi que de tout l’historique vers ce dernier.
Tartle est un terme polysémique écossais,.
En tant que nom, il désigne le fait d'avoir du mal à reconnaître quelqu'un ou quelque chose : une signification directement intraduisible en français.
En tant que verbe, il peut vouloir dire :
- reconnaître, ou avoir du mal à reconnaître (ce qui relève de l'énantiosémie) ;
- observer ;
- hésiter à acheter.

## Étymologie
L'étymologie de ce mot est incertaine. Elle pourrait être liée au verbe tala qui signifie « dire » (ce qui rappelle par extension qu'il est difficile de dire son nom), ou de tealtrian qui signifie hésiter ou encore vaciller.

## Lestartleau cinéma
Le ressort comique du tartle (au sens de regarder en ayant du mal à reconnaître) est présent notamment dans La Cité de la peur, dans la scène où[réf. nécessaire] Serge Karamazov rencontre par hasard Martine, et où chacun des personnages a oublié le nom de l'autre. Ils s'interpellent en lisant ce qui est écrit sur leurs badges respectifs ; Karamazov s'écrie « Martine ! » et Martine, après l'avoir dévisagé à son tour, s'écrie « Sécu ! ».